# 小俣彩織
小俣 彩織（こまた さおり、1992年6月10日 ‐ ）は、日本のファッションモデル、ローカルタレント。北海道札幌市出身。札幌月寒高校を経て札幌の四年制大学卒業。身長172cm。ドンクモデルに所属。既婚。

## 人物
- 小学5年から高校1年まで、アミューズモデルス・アミューズに所属していた[1][2]。
- 特技はイタリアの弦楽器マンドラを弾くことである。
- 好きな食べ物はチョコレート （カカオ75％がベスト）。苦手な食べ物はセロリ、激辛な食べもの。
- 2016年4月からイチオシ!でファイターズコーナーとお天気を担当。
- 2017年10月からイチモニ!土曜日のスポーツコーナー、2018年4月からイチモニ!で月～水曜日のお天気を担当。
- 2020年10月からはイチモニ!で月・火・土曜日のスポーツコーナーを担当。
  - （2022年7月～2023年9月は月・火・水・土曜日、2023年10月～水・木・金・土曜日担当）
- 一方で、かつてイチオシ!で共演していたヒロ福地がDJを務めるステドラ!リポーターも担当。
- 2023年11月1日、イチモニ!番組内エンディングにて結婚したことを報告した。
  - （Instagram[3],X(旧Twitter[4])でも報告）
- 2025年3月をもって、ステドラ！～STATION DRIVE SATURDAY・中継リポーターを卒業。
- 2025年4月、AIR-G'新番組1400、水曜・木曜パーソナリティに就任。

## 現在の出演番組
- イチモニ!（北海道テレビ）（小俣彩織名義）
  - スポーツコーナー 水・木・金・土曜日
  - エンタメコーナー 月曜日
  - oh！写真部 - 不定期
- イチオシ!!ファイターズ（北海道テレビ）（小俣彩織名義）
  - 日本ハムファイターズ中継のリポーター（不定期）[5]
- 1400（AIR-G'）（saori名義）
  - パーソナリティ 水・木曜日
- ドンクモデルの聴かさるラジオ（FM NORTHWAVE）（saori名義）
  - ドンクモデル所属モデルと交代で担当。

## イベント
- SAPPORO COLLECTION
- FASHION CIRCUS HOKKAIDO